# Липа
{{automatic taxobox
| name = Липа
| image = Tilia argentea, Gradac.JPG
| image_caption =Сребрнолисна липа у манастиру Градац.
| image_width = 250п
| taxon = Tilia
| authority = 
| subdivision_ranks = врсте
| subdivision = 
- -{Tilia americana
- Tilia amurensis
- Tilia begoniifolia
- Tilia caroliniana
- Tilia chinensis
- Tilia chingiana
- Tilia cordata
- Tilia mongolica
- Tilia dasystyla
- Tilia henryana
- Tilia heterophylla
- Tilia insularis
- Tilia intonsa
- Tilia japonica
- Tilia kiusiana
- Tilia mandshurica
- Tilia maximowicziana
- Tilia mexicana
- Tilia miqueliana
- Tilia mongolica
- Tilia nobilis
- Tilia occidentalis
- Tilia oliveri
- Tilia paucicostata
- Tilia platyphyllos
- Tilia rubra
- Tilia sibirica
- Tilia tomentosa
- Tilia tuan}-

хибриди и култивари
- -{Tilia × euchlora (T. dasystyla × T. platyphyllos)
- Tilia × europaea (T. cordata × T. platyphyllos)
- Tilia × petiolaris (T. tomentosa × T. ?)
- Tilia 'Flavescens' (T. americana × T. cordata)
- Tilia 'Moltkei'
- Tilia 'Orbicularis'
- Tilia 'Spectabilis'}-

}}
Липе (Tilia sp. L.) су род који обухвата око 30 врста листопадног дрвећа у северној умереној зони. Назив рода од античког назива за (T. tomentosa) од грчког τιλος = влакно, јер су у употреби ликина влакна; по другом тумачењу назив потиче од грчког измењеног назива за брест πτελεα. Од српских назива наводи се за род само назив липа, док за аутохтоне врсте липа постоји више назива. У нашим крајевима расту бела или сребрна липа (Tilia tomentosa), крупнолисна липа (Tilia platyphyllos) и ситнолисна липа (Tilia cordata).

## Опис биљке
Липе досежу висину од 25 до 30 m, а старост од неколико стотина година. Листови двореди са дугом петељком, већином срцасто и по ободу тестерасто. Цветови липе су мали, хермафродитни, актиноморфни, петочлани зеленкастожуте боје, пријатног мириса у штитовима са заједничким приперком цвасти до пола сраслим са дршком. Ентомофилне, медоносне и анемохорне врсте. Цветање у јуну траје 2 до 3 недеље, а некад се деси да прође и за 5 до 6 дана. Плод је орашица настала срастањем пет карпела (на плоду пет уздужних шавова — места срастања). Перикарп чврст длакав, го или брадавичаст зависно од врсте

## Историјско значење
Стари Словени су живели у липовим шумама. У литератури се спомиње липа као свето словенско дрво па се може закључити да су Словени пре прелаза на хришћанство поштовали божанство шуме. Према предању вршили су обреде и подносили жртве липи као божанству. Обичај обожавања липе задржао се и код Словена који су напустили стару домовину па утичу огранке липе у кров своје куће или стана, да је тиме очувају од громова и пожара. Уобичајено је било и веровање да липа чува човека од зла и урока. У липовим шумама Словени су сакупљали мед и восак.

## Употреба
Липов цвет се користи за справљање чаја, а дрво се може користити за прављење играчака, јер је лагано. Није подесно за употребу у грађевинарству и индустрији намештаја јер му је чврстоћа мала.

## Галерија
- Кора сребрнолисне липе.
- Лист.
- Цвасти сребрнолисне липе.
- Цветни дијаграм.
- Недозрели плод крупнолисне липе.
- Клијавац липе са карактеристичним режњевитим котиледонима.